# Trachyandésite basaltique
Les trachyandésites (ou trachy-andésites) basaltiques sont des roches volcaniques de composition intermédiaire entre celles d'une trachyandésite et d'un basalte. Dans le diagramme compositionnel « alcalins versus silice », dit diagramme TAS, cette dénomination occupe une position relativement centrale, intermédiaire en termes de silice comme d'éléments alcalins.
Dans l'évolution pétrologique des magmas, les trachyandésites sont rattachées à la lignée des magmas alcalins, typiques des environnements géodynamiques de point chaud.

## Variétés
Selon le rapport d'abondance entre le sodium et le potassium, on distingue les mugéarites à dominante sodique et les shoshonites à dominante potassique.

### Mugéarites
Le lithotype a été défini en 1904 à Mugeary, sur l'île de Skye (Écosse, Royaume-Uni).
En France métropolitaine, on en rencontre en Auvergne et dans le massif de l'Esterel, en limite de la commune de Fréjus.
Cette roche a aussi été identifiée sur la planète Mars par la mission MSL/Curiosity, comme constituant le bloc rocheux dénommé Jake Matijevic, ainsi que dans la météorite NWA 7533 (une météorite martienne), sous la forme d'un claste,.

### Shoshonites
Le lithotype a été défini en 1895 près de la rivière Shoshone, dans le Wyoming (États-Unis). Les shoshonites sont composées de phénocristaux d'olivine, d'augite et de plagioclase dans une matrice de plagioclase calcique et de sanidine, avec du verre volcanique de couleur sombre.